# 笠間書院
有限会社笠間書院（かさましょいん）は、日本の出版社である。

## 概要
上代から現代まで広範囲にわたる、日本文学・日本語・日本文化などに関する専門書・学術書・一般啓蒙書を編集・出版している。社名の「笠間」は、創業者の出身地である茨城県笠間市から採られている。
2006年に本社を現在地へ移転し、同年6月には公式サイトを改装した。専門とする日本語学、日本文学とその周辺分野についての情報発信を積極的に行っている。公式サイトはブログ形式となっており、自社のみならず他社からの献本、学会、研究会、展覧会や他のウェブサイトの情報などさまざまな内容が掲載されており、毎日更新されている。
年に一度はPR誌の『リポート笠間』を作成し、無料配布する。毎号で日本文学の一分野に関する特集を組み、そのテーマに即した座談会の模様を掲載している。